# Vene intercostali
Le vene intercostali, in numero di 12 per lato, sono i condotti venosi originati dalla confluenza del ramo intercostale e dal ramo dorsospinale, che più voluminoso, raccoglie il sangue dalla cute, dai muscoli del dorso, dalle vertebre, dal midollo spinale e dalle meningi.
Questo sistema di vene vede i primi 2 o 3 vasi convergere nella vena intercostale suprema, mentre gli ultimi 9 o 10 vasi sboccare separatamente nella vena Azygos a destra ed Emiazigos a sinistra.